# Louis Hermann Pammel
Louis Hermann Pammel ( 12 de enero de 1862 - 10 de abril de 1931, Washington) fue un micólogo, y botánico estadounidense.
Se graduó de la Universidad de Wisconsin, siendo su primer estudiante receptor de un Bachillerato en Agricultura, en 1885; graduándose con honores por su estudio de hongos parásitos, incluyendo el mildiu del mijo. En 1898 recibió su M.Sc. en agricultura de la Universidad de Wisconsin, y su Ph.D., en 1898, de la Universidad de Washington.

## Algunas publicaciones
Pammel condujo estudios en fitopatología y en malezas, resultando en numerosas publicaciones, como:
- Bacteriological investigations of the Ames sewage disposal plant. N.º 4 de Bulletin. 107 pp. 1902
- A Manual of Poisonous Plants. 150 pp. 1910
- Weeds of the Farm and Garden. 281 pp. 1911. Reimprimió Kessinger Publishing, 2010. 310 pp. ISBN 1164181009
- The Weed Flora of Iowa 1913, 1926

## Honores
Miembro de
- American Association for the Advancement of Science (AAAS)
- Botanical Society of America
- Ecological Society of America
- American Society of Bacteriology
- St. Louis Academy of Science
- Biological Society of Washington
- Sierra Club
- Deutsche Bot. Gesellschaft
- British Ecological Society

Presidente
- dos veces electo del "Iowa Academy of Science"
- primer presidente "Iowa State Board of Conservation"
- Vicepresidente de la Sección G. Botánica, de la American Association for the Advancement of Science (AAAS)

### Epónimos
Especies
- (Asteraceae) Senecio pammelii Greenm.[1]

- (Asteraceae) Hieracium pammelanum Omang[2]

- (Poaceae) Hordeum pammelii Scribn. & Ball[3]

- (Poaceae) Melica pammelii Scribn. ex Pammel[4]

- (Poaceae) Panicum pammelii Ashe[5]

## Fuente
- Ray Desmond (1994). Dictionary of British & Irish Botanists and Horticulturists including Plant Collectors, Flower Painters & Garden Designers. Taylor & Francis, & The Natural History Museum (Londres).

- La abreviatura «Pammel» se emplea para indicar a Louis Hermann Pammel como autoridad en la descripción y clasificación científica de los vegetales.[6]